# Вильсон, Роан
Роан Роберто Вильсон Гордон (исп. Roan Roberto Wilson Gordon; род. 1 мая 2002, Лимон) — коста-риканский футболист, полузащитник клуба «Жил Висенте» и сборной Коста-Рики.

## Клубная карьера
Вильсон — воспитанник клуба «Лимон». 3 февраля 2019 года в матче против «Картахинес» он дебютировал в чемпионате Коста-Рики. 17 августа в поединке против «Сан-Карлоса» Роан забил свой первый гол за «Лимон». Летом 2021 года Вильсон перешёл в «Мунисипаль Гресия». 28 августа в матче против «Спортинг Сан-Хосе» он дебютировал за новую команду. 24 апреля 2022 года в поединке против «Гуадалупе» Роан забил свой первый гол за «Мунисипаль Гресия». 

## Международная карьера
В 2019 году в составе юношеской сборной Коста-Рики Вильсон принял участие в юношеском чемпионате КОНКАКАФ в США. На турнире он сыграл в матчах против сборных Панамы, Кюрасао, Суринама, Никарагуа и Канады.
3 июня 2022 года в Лиги наций КОНКАКАФ против сборной Панамы Вильсон дебютировал за сборную Коста-Рики.